# Sayed Mersal
Sayed Mersal Muhammad (* 22. Januar 1937; † März 2022) war ein ägyptischer Boxer.

## Werdegang
Sayed Mersal gewann bei den Afrikameisterschaften 1962 die Bronze- und 1964 die Silbermedaille. Bei den Olympischen Sommerspielen 1964 in Tokio belegte er im Halbschwergewichtsturnier den fünften Platz.